# Нестерково (Владимирская область)
Нестерково — деревня в Камешковском районе Владимирской области России, входит в состав Второвского муниципального образования.

## География
Деревня расположена в 12 км на юго-запад от центра поселения села Второво и в 32 км на юго-запад от райцентра Камешково, железнодорожная платформа Карякинская на линии Владимир — Ковров.

## История
В 1 км от деревни Нестерково располагалось село Михалково, которое с начала XVIII столетия было вотчиной помещиков Корякиных. В патриарших окладных книгах 1628 года в Михалкове значилась церковь Воскресения Христова. В конце XVII столетия вместо этой церкви в селе была выстроена новая и освящена также во имя Воскресения Христова, а придел при ней во имя святого Николая Чудотворца. В 1815 году на средства помещиков Корякиных была построена каменная трапеза, а в 1826 году и настоящая церковь с колокольней. Престолов в церкви было три: в холодной во имя Воскресения Христова, в теплой во имя Казанской иконы Божьей Матери и святого Николая Чудотворца. Приход состоял из села Михалкова, сельца Нестеркова, сельца Жуихи, деревень: Будылицы, Выселки, Катраихи, Корякина. До конца XIX века село Михалково являлось центром Михалковской волости Владимирского уезда. 
С конца XIX — в начале XX века деревня Нестерково входила в состав Давыдовской волости Владимирского уезда. В 1859 году в деревне числилось 35 дворов, в 1905 году — 53 двора.
С 1929 года деревня являлась центром Нестерковского сельсовета Владимирского района, с 1940 года — в составе Камешковского района, позднее в составе Второвского сельсовета. С 2005 года в составе Второвского муниципального образования.

## Население
| 1859 | 1905 | 1926 |
| ---- | ---- | ---- |
| 246  | 311  | 220  |

| 1859 | 1905 | 1926 | 2002 | 2010 | 2021 |
| ---- | ---- | ---- | ---- | ---- | ---- |
| 246  | ↗311 | ↘220 | ↘117 | ↘72  | ↗162 |

## Достопримечательности
На месте бывшего села Михалкова сохранилась Церковь Казанской иконы Божией Матери